# Ulrich Roth
Cet article concerne un guitariste. Pour le handballeur, voir Ulrich Roth (handball).
Pour les articles homonymes, voir Roth.
Ulrich Roth, (plus connu sous le nom de Uli Jon Roth ou parfois Uli Roth) né le 18 décembre 1954 à Düsseldorf est un guitariste allemand ex-membre du groupe Scorpions, considéré comme un virtuose et un pionnier du Metal néo-classique. Yngwie Malmsteen le cite comme une influence importante pour son jeu et comme meilleur guitariste rock des années 1970.

## Biographie
Au début des années 1970, il est membre d'un groupe du nom de Dawn Road. En 1974, il rejoint le groupe de hard rock Scorpions, en remplacement de Michael Schenker, parti rejoindre le groupe UFO. Il y jouera en compagnie de Klaus Meine, Rudolf Schenker, Francis Buchholz et Rudy Lenners jusqu'en 1978 : il y sera le guitariste soliste et l'un des compositeurs/chanteurs de Scorpions, avec lequel il publiera cinq albums. Il quitte le groupe en 1978 après la tournée retracée dans l'album live Tokyo Tapes (plus d'un million d'exemplaires vendus). 
Uli possède déjà à cette époque un style de jeu fluide et rapide très influencé par Jimi Hendrix (il est d'ailleurs surnommé le "Jimi Hendrix allemand") dont il possède certaines des caractéristiques et amène dans les parties de guitares une atmosphère spéciale et originale (à ce propos, comparer le solo de guitare de "Fly to the Rainbow" sur l'album "Tokyo Tapes" avec le morceau "Little Wing" de Jimi Hendrix sur l'album "Axis: Bold as Love"). 
Ulrich Roth forme en 1978 son propre groupe, Electric Sun avec lequel il réalise trois albums jusqu'en 1985. Uli Jon Roth compose aussi des œuvres plus originales rapprochant guitare électrique et musique classique.  
En 1998, Uli Jon Roth participe en compagnie de Michael Schenker, un autre ex-guitariste des Scorpions, au G3 tour de Joe Satriani. 

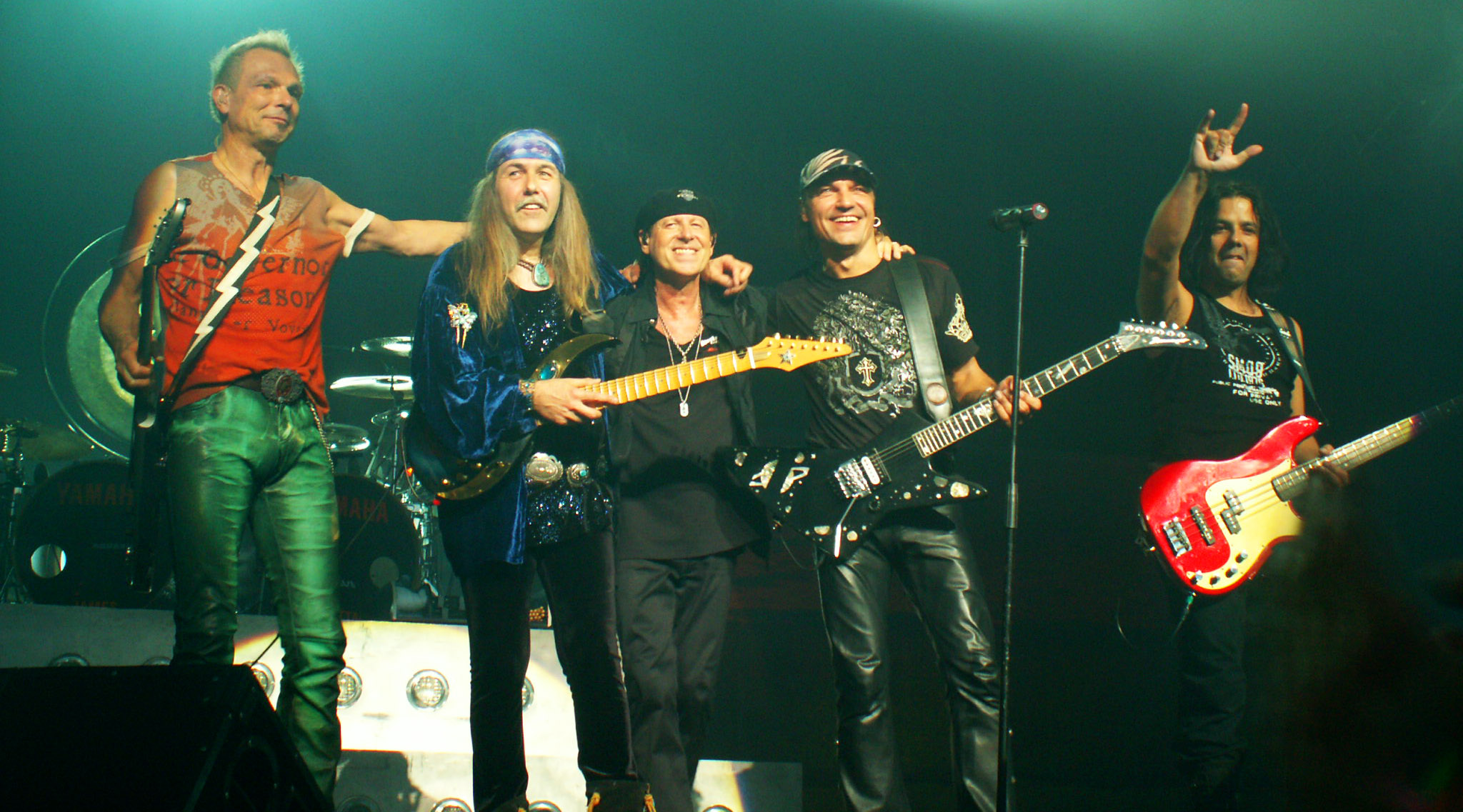
Avec Scorpions au Zénith de Nantes en 2007

À l'occasion du festival Wacken Open Air, en 2006, Uli Jon Roth (ainsi que d'autres ex-membres emblématiques des Scorpions) joue quelques chansons avec le groupe Scorpions devant plus de 60 000 fans (concert spécial qui a donné lieu au DVD Live at Wacken Open Air 2006) .  
À ce jour il est toujours actif sur la scène musicale, aussi bien rock que classique, et il continue de faire des tournées aussi bien en solo qu'en rejoignant d'autres artistes sur scène (il a rejoint Scorpions sur certaines dates de leur tournée mondiale en 2007-2008). 
Le 2 juin 2012, Uli participe à la première édition du festival Nancy On the Rocks qui a lieu à l'amphithéâtre de plein air du Zénith de Nancy. Il rejoint le groupe Scorpions pour une de leurs dates en France sur le titre We'll burn the sky. Puis clôt le festival avec ces musiciens et reçoit deux invités exceptionnels, Herman Rarebell et Rudy Lenners. 

En 2018, Uli participe à nouveau à la tournée G3 de Joe Satriani avec John Petrucci.

## Style

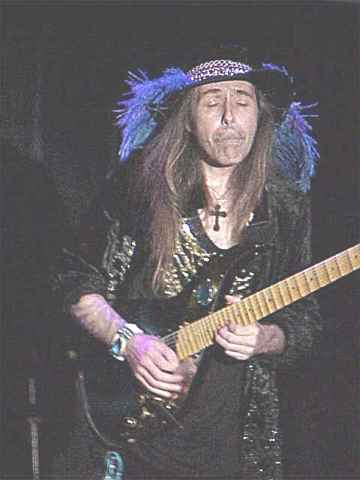
Uli Jon Roth (1er février 2012)

La particularité de son jeu vient de sa manière de jouer et de l'instrument avec lequel il joue. Il n'utilise que des médiators (ou « plectres » ) très durs (extra-heavy), sinon, selon lui, il ne peut « pas les utiliser plus d'une chanson car au bout de la seconde, ils cassent ». C'est son jeu qui fait que des médiators standards ne peuvent résister. Son jeu se caractérise aussi par la liberté de sa main droite, allant librement aussi bien sur les recoins de son micro double, que sur le manche, suivant le son qu'il recherche et l'intensité avec laquelle il joue, donnant ainsi des variantes entre un son plus chaud ou un son plus heavy, caractérisé par ses influences hard-rock. Il laisse une totale liberté dans ses mouvements, ce qui donne pour effet un jeu différent a chacune de ses prestations. Il crée lui-même ses éléments de jeu, comme sa manière de jouer plusieurs cordes ou de faire des arpèges, qu'il effectue non pas en sweeping mais en aller-retour. Quand il exécute ses arpèges sa position de main droite est ouverte, c'est-à-dire en biais.
L'élément principal qui fait que son jeu est unique est l'instrument qu'il possède, la Sky Guitar, une guitare à sept cordes et 38 frettes, ce qui lui donne une étendue de notes ample, variant ainsi les graves avec sa corde de Si grave, et les aigus avec sa corde de Mi aiguë à sa 38e frette. Par cet écart unique et son jeu néo-classique empreint de sonorités mineures, il peut sans problème imiter le son du violon ou celui d'un violoncelle, ce qu'il fait justement sur l'album Metamorphosis Of Vivaldi's IV Seasons, dans lequel il joue avec l'orchestre Metamorphosis.
Très respecté dans le milieu de la guitare metal, il est considéré avec Ritchie Blackmore comme le pionnier du metal néo-classique, style qui sera popularisé et institutionnalisé quelques années plus tard par le virtuose suédois Yngwie Malmsteen.

## Conceptualisation Musicale
Uli Jon Roth accorde une importance particulière à l'ésotérisme et la métaphysique. Il croit en la correspondance des phénomènes physiques et spirituels. À ses yeux, il y a une étroite corrélation entre toute la structure technique de la musique et les structures des lois de la physique, de la biologie, des mathématiques, etc., tout ceci dans une symbiose structurante sur laquelle s'échafaude les fondations de l'existence. Considérablement imprégné de cette conviction, il insuffle son inspiration mystique dans son art musical et développe son travail vers des horizons très lointains.

## Discographie

### Scorpions
- 1974 : Fly to the Rainbow
- 1975 : In Trance
- 1976 : Virgin Killer
- 1977 : Taken by Force
- 1978 : Tokyo Tapes (double live)

### Electric Sun
- 1978 : Earthquake
- 1980 : Fire Wind
- 1984 : Beyond the Astral Skies

### Sous son propre nom
- 1991 : Aquila Suite
- 1995 : Sky of Avalon : Prologue to the Symphonic Legends
- 2000 : Transcendental Sky Guitar I & II
- 2001 : Legends of Rock at Castle Donington (Double album live)
- 2003 : Metamorphosis of Vivaldi's IV Seasons
- 2008 : Under a Dark Sky
- 2015 : Scorpions revisited (double CD)

## Vidéos
- 1991 : Uli Jon Roth, the Jimi Hendrix Tribute Concert, Germany 1991 (VHS)
- 2000 : The Electric Sun Years Vol. I & II (in the Historical Performances series)
- 2002 : Legends of Rock: Live at Castle Donington
- 2006 : Scorpions - Live at Wacken Open Air 2006
- 2016 : Tokyo Tapes Revisited - Live In Japan